# Dunière-sur-Eyrieux
Dunière-sur-Eyrieux är en kommun i departementet Ardèche i regionen Auvergne-Rhône-Alpes i sydöstra Frankrike. Kommunen ligger  i kantonen Privas som ligger i arrondissementet Privas. År 2022 hade Dunière-sur-Eyrieux 437 invånare.

## Befolkningsutveckling
Antalet invånare i kommunen Dunière-sur-Eyrieux
Referens: INSEE